# Shibar-Pass
Der Shibar-Pass erreicht eine Höhe von 3000 m und ist von der afghanischen Hauptstadt Kabul aus die wichtigste Straßenverbindung in die Provinz Bamiyan im Zentrum des Landes.
Die Entfernung von Kabul nach Bamiyan über den Shibar-Pass beträgt 237 km. Ein anderer Weg nach Bamiyan führt über den Unai-Pass, der eine Scheitelhöhe von 3700 m erreicht. Die Strecke über den Shibar-Pass wird häufiger befahren, da der Unai-Pass höher liegt und im Winter wegen des Schnees länger nicht überquert werden kann. Ferner ist die Strecke über den Shibar-Pass einfacher zu befahren. Gänzlich ungefährlich ist auch dieser Pass nicht, denn im Frühjahr 2007 wurde eine afghanische Reporterin auf dem Pass getötet.